# Esagila
Esagila var Marduks tempel (Bel-Marduktemplet) som byggdes efter hans seger för att höja honom som gudom i Babylon. Templet färdigställdes av Ashurbanipal för att sedan förstöras av Xerxes när denne översvämmade Babylon vid belägringen av staden år 482 f.Kr. När Alexander den store senare kom till Babylon satte han sig i sinne att restaurera Esagila till dess ursprungliga form, men fann att det skulle ta två månader för 10 000 man bara att forsla bort jorden över ruinerna. Antiochos Soter säger sig emellertid ha återställt templet, så att tempeltjänsten pågick på 200-talet f.Kr.